# 剣と王冠
『剣と王冠』（つるぎとおうかん、The Sword and the Crown）は、エドワード・グレグソンが作曲した吹奏楽曲。

## 概要
1991年にイギリス空軍音楽サービス（Royal Air Force Music Services）の委嘱で作曲され、同年10月18日から27日にかけてロイヤル・アルバート・ホールなど全英各地で開催された「音楽の祭典」（Festival of Music）のツアーにおいて作曲者およびロブ・ウィフィンの指揮、200名編成のイギリス空軍合同バンドにより初演された。その後、イギリス空軍音楽サービスの演奏権占有期間の終了に伴い、一般的なコンサートバンド編成用への縮小をはじめとする改編がなされ、1993年にイギリスのステュディオ・ミュージック（Studio Music）から出版された。 
剣は軍事力、王冠は権力を象徴する。グレグソンは1988年にロイヤル・シェイクスピア・カンパニーの委嘱でシェイクスピアの『ヘンリー六世』第1部、第2部、第3部と『リチャード三世』に基づく史劇『プランタジネット家』（The Plantagenets）、1991年に『ヘンリー四世』第1部および第2部のための音楽を作曲しており、この曲はそれらの音楽を素材に3楽章からなる吹奏楽のための組曲としてまとめられた。スコアには劇音楽の転用を快諾したロイヤル・シェイクスピア・カンパニーと芸術監督のエイドリアン・ノーブルへの献辞が記されている。
演奏時間は作曲者の指揮、王立ノーザン音楽大学ウィンドオーケストラの演奏によるCD（Doyen DOY CD 043、1995年）の表記で15分19秒。

### ブラスバンド版
2002年にウェールズのパーク・アンド・デア・バンド（Parc and Dare Band）の委嘱によりブラスバンド版も作られ、トレオルヒのパーク・アンド・デア・ホールにおいてニコラス・ チャイルズ (Nicholas Childs)の指揮でパーク・アンド・デア・バンドとブラック・ダイク・バンドの合同演奏により初演された。その後、2004年にブラック・ダイク・バンドのレコーディングのために、前述の劇音楽からの素材による新たな楽想を追加して拡大され、『王侯たちの時代』（An Age of Kings）のタイトルで発表された。ブラスバンド版については『剣と王冠』ではなくこの『王侯たちの時代』が出版されている。

## 編成
吹奏楽版
| 木管   | 木管                                                                  | 金管                         | 金管                          | 弦・打                       | 弦・打 |
| ------ | --------------------------------------------------------------------- | ---------------------------- | ----------------------------- | ---------------------------- | --- |
| Fl.    | 2 (それぞれDescant/Treble Recorders持ち替え), Picc. (Alt.Fl.持ち替え) | Tp.                          | 4 (第1、2はPicc.Trp.持ち替え) | Cb.                          | ● |
| Ob.    | 2 (RauschpfeifeまたはShawm持ち替え), C.A.                             | Hr.                          | 4                             | Timp.                        | 2組 |
| Fg.    | 2, Cfg. (option)                                                      | Tbn.                         | 3                             | 他                           | S.D., Medieval Drum, T.D. (H/L), B.D., Tom-t. (H/L), Cyms. (crash/susp./bowed), Antique Cyms., Oriental Crash Cyms., 2 Tam-t., Mark Tree, Bell Tree, Trgl., Handbells, Crotales, Glock, Vibes, Tub.Bells |
| Cl.    | 3, E♭, Bass                                                           | Eup.                         | ●                             | 他                           | S.D., Medieval Drum, T.D. (H/L), B.D., Tom-t. (H/L), Cyms. (crash/susp./bowed), Antique Cyms., Oriental Crash Cyms., 2 Tam-t., Mark Tree, Bell Tree, Trgl., Handbells, Crotales, Glock, Vibes, Tub.Bells |
| Sax.   |                                                                       | Tub.                         | ●                             | 他                           | S.D., Medieval Drum, T.D. (H/L), B.D., Tom-t. (H/L), Cyms. (crash/susp./bowed), Antique Cyms., Oriental Crash Cyms., 2 Tam-t., Mark Tree, Bell Tree, Trgl., Handbells, Crotales, Glock, Vibes, Tub.Bells |
| その他 | その他                                                                | Piano、Harp、Offstage Trp. 2 | Piano、Harp、Offstage Trp. 2  | Piano、Harp、Offstage Trp. 2 | Piano、Harp、Offstage Trp. 2 |

- 出版譜の編成にはサクソフォーンは含まれていない。
- フルート奏者は持ち替えでリコーダーを演奏する。
- オーボエ奏者は持ち替えでラウシュプファイフェまたはショームを演奏する。ない場合はオーボエをオーバーブローで演奏するよう指示がある。
- 合唱は各奏者が歌えるよう楽譜に歌詞が記されているが、実際の演奏や録音では別に合唱隊を用いることも多い。

ブラスバンド版
英国式ブラスバンドの使用楽器・編成参照
『王侯たちの時代』においてはハープ、ソプラノ独唱、男声合唱が使用されている。

## 構成
切れ目なく続けて演奏される3つの部分からなる。初演時および1993年の出版譜にはないが、後に作曲者自身によって各曲に以下のようなタイトルが付けられた。
1. 永遠のレクイエム - 行進曲風に（Requiem aeternam - Tempo di marcia）
2本のバンダのトランペットによるファンファーレに続いて、ヘンリー五世の死を悼むレクイエムが歌われる。イングランド軍のフランス進攻と敗退が描かれ、ヨーク公リチャードの凱旋が高らかに鳴り響くファンファーレの主題で表される。
2. ウェールズの宮廷で（At the Welsh Court）
「ヘンリー四世」第1部のウェールズの宮廷の場面。
3. 戦いの音楽と賛歌（Battle Music and Hymn）
2組のティンパニによる激しいリズムで開始される戦いの音楽で、ヘンリー四世が反乱軍と戦い勝利を収めるシーンが描かれている。